# Френсіс Латтрелл (1659—1690)
Френсіс Латтрелл (червень 1659 — 25 липня 1690) з Замок Данстеру в Сомерсеті був землевласником і членом парламенту від Майнхеда з 1679 року до своєї смерті.

## Особисті дані
Френсіс Латтрелл був хрещений 16 червня 1659 року, другий син Френсіса Латтрелла (1628—1666) та його дружини Люсі Сімондс, онуки політика Джон Пім. У нього був старший брат Томас (1657—1670) і молодший Александр (1663—1711).

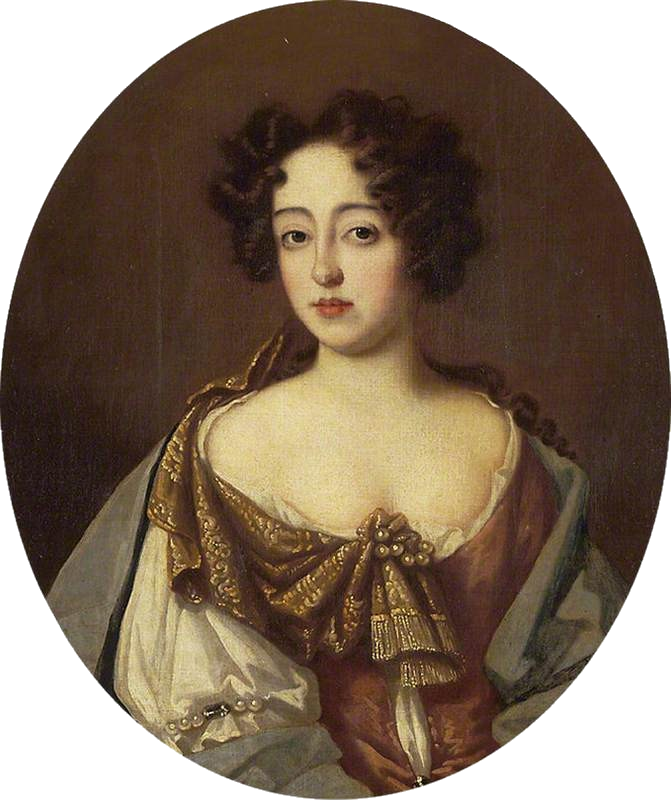
Мері Латтрелл (Трегонвелл)

У липні 1680 року він одружився з Мері Трегонвелл, багатою спадкоємицею з маєтком вартістю 2500 фунтів стерлінгів на рік, значна частина яких була витрачена на ремонт Замок Данстера, родинного дому. У них був син Трегонвелл (1683—1703) і дві дочки.

## Кар'єра
Отримавши освіту, як і інші члени його родини, в Крайст-Черч, Оксфорд, він вперше був обраний членом парламенту від Майнхеда в березні 1679 року, коли ще технічно був неповнолітнім. Він утримував місце до своєї смерті в 1690 році і служив Заступник лейтенанта Сомерсету з 1681 по 1687 рік, Заступник лейтенанта Дорсету з 1685 по 1687 рік і Віце-адмірал Сомерсету з 1685 року. Він склав ці повноваження після відмови підтримати Якова II у його вимозі скасування Тест-акт (акт про присягу).
Як полковник місцевого ополчення, Латтрелл допоміг придушити Повстання Монмута в червні 1685 року, але в листопаді 1688 року під час Славної революції він підтримав усунення Якова його зятем Вільгельмом Оранським. Коли Вільгельм висадився в Девоні, Френсіс зібрав кілька рот піхоти, які стали основою для пізнішого полку Грін Ховардс. Він помер у Плімуті 25 липня, коли він і його полк чекали на транспорт до Фландрія для служби в Дев'ятирічній війні.